# Leva azionaria
La leva azionaria è data dal rapporto tra la quota azionaria (di capitale sociale) detenuta da una società capogruppo nei confronti delle società operative (controllate) alla base della "piramide" delle partecipazioni societarie (al vertice della piramide si trova la capogruppo) e il possesso integrato. Questo indice, che fornisce sostanzialmente il capitale controllato per unità di capitale investito, misura perciò quante volte si moltiplica il possesso integrato della capogruppo all'interno della catena delle partecipazioni azionarie. La leva azionaria cresce all'allungarsi della catena che si snoda a partire dalla capogruppo sin fino alla base della piramide delle controllate.
La leva azionaria è dunque rappresentabile come il rapporto tra il ROE della capogruppo ed il ROE del gruppo sottostante (partecipato tramite quote azionarie) ed esprime, in termini percentuali, la capacità della capogruppo di poter usufruire a suo vantaggio del capitale delle controllate.